# Panachraesta paludosa
Panachraesta paludosa là một loài nhện trong họ Salticidae.
Loài này thuộc chi Panachraesta. Panachraesta paludosa được Eugène Simon miêu tả năm 1900.